# Flakstad
Gmina Flakstad (norw. Flakstad kommune) – norweska gmina leżąca w regionie Nordland. Jej siedzibą jest miasto Ramberg.
Flakstad jest 346. norweską gminą pod względem powierzchni.

## Demografia
Według danych z roku 2005 gminę zamieszkuje 1470 osób. Gęstość zaludnienia wynosi 8,18 os./km². Pod względem zaludnienia Flakstad zajmuje 369. miejsce wśród norweskich gmin.
| ludność stan na 1 stycznia 2005 |         |           |       |
|                                 | kobiety | mężczyźni | razem |
| osób                            | 747     | 723       | 1470  |
| %                               | 50,82%  | 49,18%    | 100%  |

| wykształcenie stan na 1 października 2004 |            |         |        |          |
|                                           | podstawowe | średnie | wyższe | nieznane |
| osób                                      | 449        | 578     | 109    | 14       |
| %                                         | 39,04%     | 50,26%  | 9,48%  | 1,22%    |

## Edukacja
Według danych z 1 października 2004:
- liczba szkół podstawowych (norw. grunnskolar): 3
- liczba uczniów szkół podst.: 235

## Władze gminy
Według danych na rok 2011 administratorem gminy (norw. rådmann) jest Egil Heitmann, natomiast burmistrzem (norw. ordfører, d. borgermester) jest Stein Iversen.